# Kierro
Kierro (ros. Керро) – wieś (dieriewnia) w Rosji, w obwodzie leningradzkim, w rejonie wsiewołożskim. W 2010 liczyła 709 mieszkańców.